# Hahnemühle
Die Hahnemühle FineArt GmbH mit Sitz im niedersächsischen Dassel (Ortsteil Relliehausen) ist ein papierherstellendes Unternehmen. Weitere Geschäftsfelder sind Produktion und Vertrieb von Künstlerpapieren für traditionelle Maltechnik sowie Filterpapieren für Industrie und Forschung.

## Geschichte
Das Unternehmen geht zurück auf die Gründung einer Papiermühle in Relliehausen am Solling im Jahr 1584 durch den Papiermacher Merten Spieß. Die Genehmigung dazu erteilte der Landesherr, Herzog Erich II., am 27. Februar 1584. Die Gründung erfolgte an dem Fluss Ilme, der aufgrund der Filterwirkung des Sandsteins im Solling das für hohe Papierqualität entscheidende, besonders weiche und reine Quellwasser bot und bis heute bietet. Der mit Bezug auf die ältere Zeit in der Literatur als Papiermühle Relliehausen oder Dassel bekannte Betrieb, zunächst nur einer von vielen dieser Art zwischen Weser und Leine, konnte sich als einziger von ihnen über die Jahrhunderte erhalten.

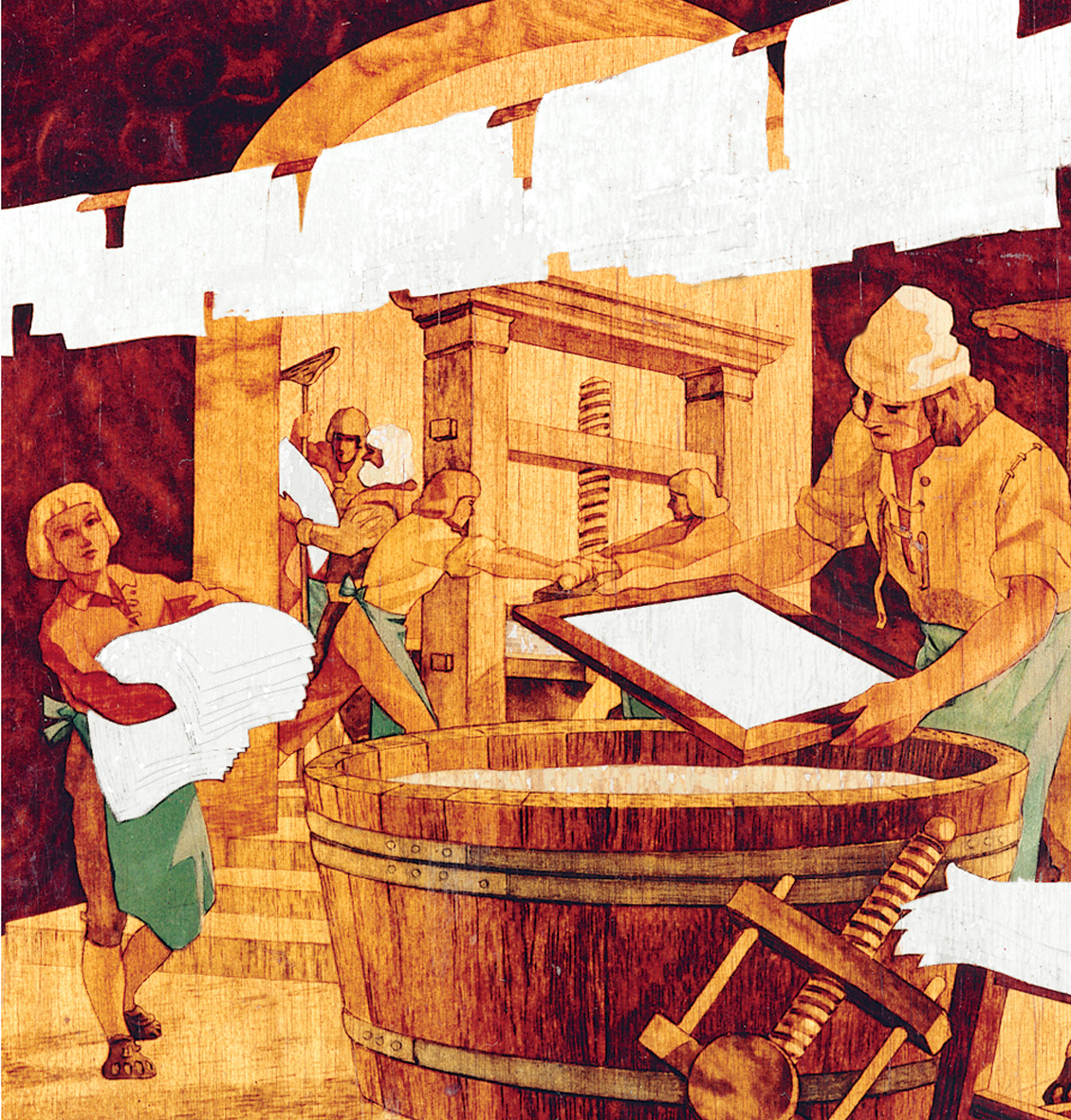
Manuelle Papierherstellung in der Hahnemühle

Bis ins Jahr 1769 blieb die Fabrik im Besitz der Familie Spieß. Am 30. August 1769 kaufte Johann Jacob Heinrich Andrae aus Petershütte die Papiermühle für 4500 Reichsthaler. Nach dem frühen Tod Andraes übernahm dessen Sohn die Mühle. Am 13. August 1884 erwarb H. J. Heinemann aus Hannover die Papiermühle von Oskar Andrae und begann mit der Errichtung einer neuen Produktionsstätte. Als hierbei unvorhergesehene Schwierigkeiten und Kosten anfielen, sah er sich genötigt, die Fabrik wieder abzugeben und verkaufte an die Familie Hahne. Seit der Übernahme durch Carl Hahne im Jahr 1886 wird das Unternehmen unter dem heutigen Namen Hahnemühle weitergeführt.
Im Jahr 1902 fusionierte die Hahnemühle mit der Schleicher & Schuell aus Düren, die 1927 alleiniger Besitzer wurde. Während des Zweiten Weltkriegs fälschten die Papiermacher und Techniker des Unternehmens im Auftrag des Reichssicherheitshauptamts als Teil der Operation Bernhard erfolgreich das Banknotenpapier des Britischen Pfundes.
2004 wurde die Hahnemühle aus dem Verbund Schleicher & Schuell herausgelöst und ist seitdem wieder eigenständig. Sie hat Tochtergesellschaften in den USA, Großbritannien, Frankreich, Singapur und China.

## Produktbereiche

### „Traditional FineArt“
Der Bereich Traditional FineArt umfasst verschiedene Künstlerpapiere und technische Zeichenpapiere. Sie werden seit 1584 in unterschiedlichen Grammaturen und Oberflächenstrukturen hergestellt. Alle Papiere sind von unabhängigen Instituten als höchst alterungsbeständig zertifiziert und sie sind vegan.

### „Digital FineArt“
Die Hahnemühle ist Erfinder der digitalen Künstlerpapiere für Fotografien, digitale Kunst und Kunstreproduktionen. Je nach Anwendung stehen verschiedene Inkjet-Papiere bereit.
„Hahnemühle Photo“ bietet ein Grundsortiment an universellen Standard-Inkjet-Papieren. Die Photo-Medien verfügen über eine nicht texturierte Papierbasis aus Zellulose bzw. ein mit Polyethylen beschichtetes Trägermaterial, welche mit einer Inkjet-Beschichtung versehen sind.

### „Fine Notes & Stationery FineArt“
Die Schreibgeräte werden mit einer Nickel-Palladium-Legierung veredelt.

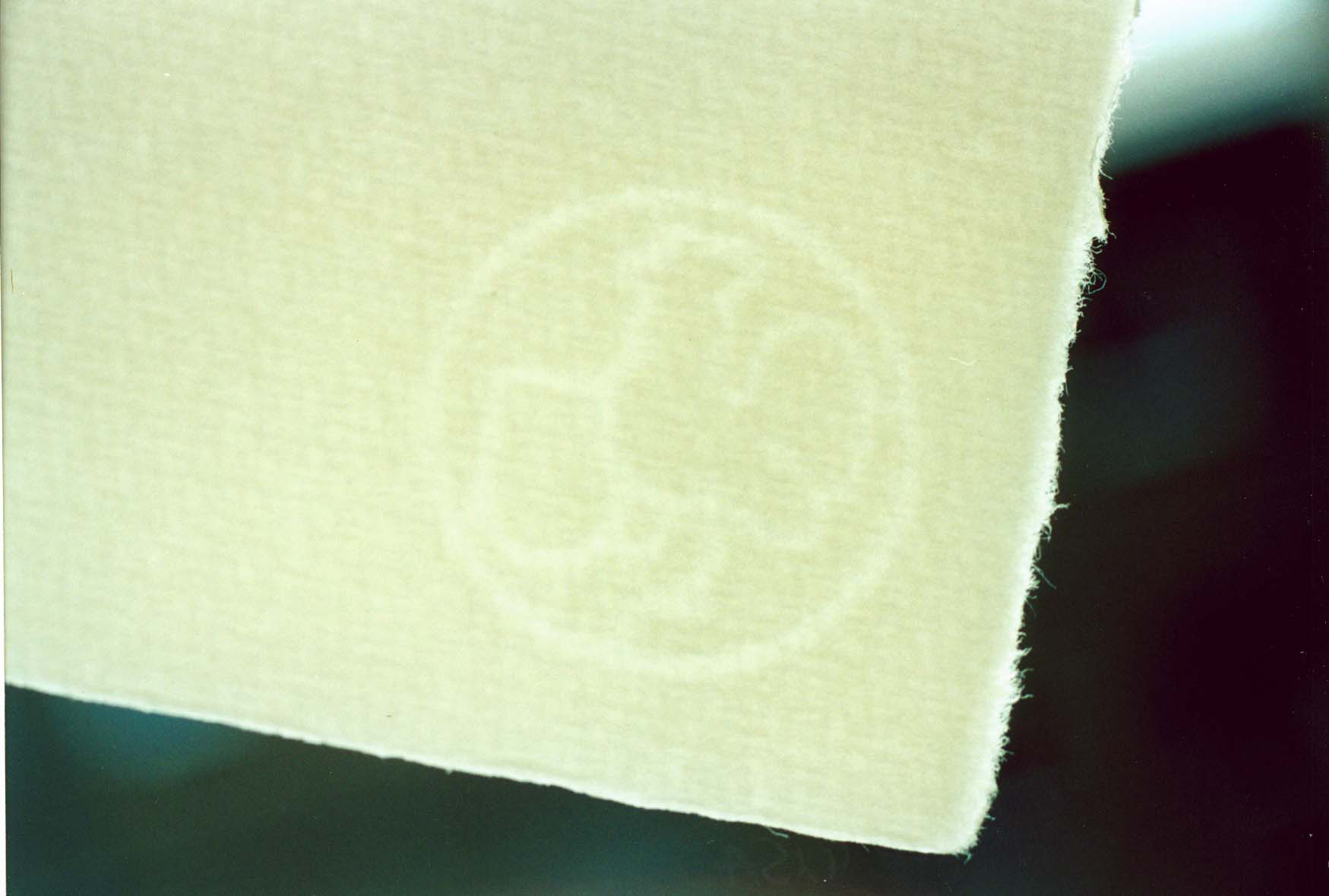
Der Hahn ist das Wasserzeichen der Hahnemühle

### Filtration & Life Science
Hahnemühle produziert seit mehr als 130 Jahren Filtrierpapiere. In der Vergangenheit wurden die Papiere unter dem Namen Schleicher & Schuell konfektioniert und weltweit vermarktet. Nach dem Verkauf von Schleicher & Schuell (2004) ist Hahnemühle ein unabhängiger Produzent und Lieferant für technische Papiere sowie Life Science-Medien.
Hahnemühle entwickelt und produziert Spezialpapiere aus mehr als 150 verschiedenen Papiersorten aus Linters, Zellstoffen und Glasfasern, unter anderem für Branchen wie Medizintechnik und Diagnostik, die Lebensmittelindustrie oder die chemische und pharmazeutische Industrie.
Mit der Lieferung von Trägermedien für COVID-19-Schnelltests avancierte Hahnemühle zu einem systemrelevanten Unternehmen.

## Umweltinitiative
1965 stellte Hahnemühle ausschließlich vegane Künstlerpapiere her und verzichtet seitdem auf tierische Leime oder andere tierische Bestandteile in ihren Papieren. Der gesamte Strombedarf, der für die Produktion der Papiere benötigt wird, soll durch Wind-, Wasser-, und Solarenergie abgedeckt werden.
Im Jahr 2008 führte Hahnemühle die Papiersorte „Bamboo“ ein. Die Bamboo-Papiere werden aus Zellstoffen von schnellwachsendem Bambusgras hergestellt.
Aus schnell nachwachsenden Pflanzenfasern fertigt Hahnemühle Papiere, die nachhaltiger sein sollen. Die Produktlinie „Natural Line“ für Malen und Zeichnen umfasst Künstlerpapiere aus Bambus, Hanf und Agave. Hahnemühle produziert ein Buchdruck-Papier aus Hanf, das im Digital- oder Offset-Druck verwendet werden kann.

## Kalenderwettbewerb
Die Hahnemühle legt jährlich einen Kunstkalender auf. Bis zum Jahr 2008 wurden diese Kalender mit Kunstwerken eines Künstlers oder Kunstateliers gestaltet. Seit 2008 entstehen die Kalender in einem international ausgeschriebenen Malwettbewerb, eine Jury bestimmt die Kunstwerke der einzelnen Monate. Seit 2014 ist der Wettbewerb für alle Mal- und Zeichentechniken offen, bis dahin war die Teilnahme auf Aquarelle begrenzt. 2017 wurden mehr als 2600 Bilder von über 1100 Künstlern eingereicht.